# Hubert Wolf (Musiker)
Hubert Wolf (* 28. Oktober 1934 in Labant, Tschechoslowakei; † 31. August 1981) war ein deutscher Musiker und Komponist.

## Leben
Wolf lernte im Reichsgau Sudetenland mit sechs Jahren Geige. Später absolvierte er in Deutschland ein Betriebswirtschafts- und Musikstudium. Er war Leiter des Blasorchesters Original Böhmerländer, das böhmische Blasmusik spielte. In den 1950er und 1960er Jahren war er beim Hessischen Rundfunk als Musiker, Arrangeur und Komponist tätig. Dort lernte er Carl Gross kennen, mit dem er sich anfreundete und Heimatlieder aufnahm. Seine Coverversion vom Instrumental Wheels erhielt ab Juni 1962 intensives Airplay bei Radio Luxemburg und wurde 1962 für den „Goldenen Löwen“ nominiert. Im Jahr 1965 wurde die erste Blasmusik-LP Böhmische Blasmusik veröffentlicht.
Im Egerland geboren, war Hubert Wolf von Kindheit an mit dem Klang seiner heimatlichen Musik vertraut. Er spielte nicht nach „Egerländer Art“, sondern original „böhmisch“: Zither, Geige und Trompete.
Nur wenige Tage nach seinem letzten Fernsehauftritt bei den Lustigen Musikanten starb Hubert Wolf im Alter von 46 Jahren.

## Kompositionen (Auszug)
- Wilde Rosen aus Böhmen
- Der schönste Stern (Walzer)
- Jeder Tag bringt neue Hoffnung (Polka)
- Der Schornsteinfeger aus Eger (Polka)
- Heute hast du Geburtstag (Polka)